# 玉野市立八浜中学校
玉野市立八浜中学校（たまのしりつ はちはまちゅうがっこう）は、岡山県玉野市八浜町にある公立中学校。

## 沿革
- 1947年（昭和22年）4月 児島郡八浜町立八浜中学校認可
- 1947年（昭和22年）4月 開校式
- 1949年（昭和24年）11月 校舎落成式
- 1955年（昭和30年）2月 玉野市立八浜中学校と改称
- 1972年（昭和47年）3月 体育館落成
- 1974年（昭和49年）3月 第2棟落成
- 1974年（昭和49年）7月 水泳プール完成
- 1975年（昭和50年）3月 第1棟落成
- 1984年（昭和59年）2月 増築第3棟落成
- 1985年（昭和60年）8月 LL機器設置
- 1994年（平成6年）11月 パソコン教室設置
- 1996年（平成8年）9月 体育館全面改修
- 2002年（平成14年）4月 障害児学級設置
- 2004年（平成16年）7月 クラス黒板の張り替え
- 2004年（平成16年）7月 渡り廊下（2階）の塗装
- 2004年（平成16年）7月 野球用バックネット改修
- 2004年（平成16年）8月 インターホーンの設置
- 2004年（平成16年）11月 部室（外）前の堀床
- 2005年（平成17年）3月 給食配送用車路工事
- 2005年（平成17年）5月 プール内壁塗装
- 2005年（平成17年）8月 音楽室床張替
- 2005年（平成17年）8月 音楽室エアコン設置
- 2006年（平成18年）2月 掲示板整備
- 2006年（平成18年）8月 校舎西側フェンス設置
- 2006年（平成18年）11月 創立60周年講演ライブ
- 2007年（平成19年）8月 生徒用トイレ改修
- 2008年（平成20年）3月 給食牛乳用保冷庫更新
- 2008年（平成20年）9月 1線校舎屋上防水工事
- 2008年（平成20年）11月 体育館耐震補強工事
- 2011年（平成23年）9月3日　台風15号で大被害 - 1階が完全に浸かり、そのせいで9月5日から9月7日まで臨時休業していた。

## 校訓
- 強く 明るく 正しく

## 部活動
バレー部（女）、ソフトテニス部（男女）、卓球部（男女）、野球部（男）、陸上部（男女）、剣道部（男女）、柔道部（設立中）、総合文化部（男女）
※科学部、美術部などは総合文化部に含まれています。

## 通学区域が隣接している学校
- 玉野市立荘内中学校
- 玉野市立宇野中学校
- 玉野市立山田中学校
- 玉野市立東児中学校
- 岡山市立光南台中学校
- 岡山市立灘崎中学校